# Ӳ
La Ӳ, minuscolo ӳ, è una lettera dell'alfabeto cirillico. Viene usata oggi nella versione del cirillico per la lingua ciuvascia, dove rappresenta una vocale labializzata (/y/).
È stata costruita sulla base della lettera cirillica У.